# Holoaerenica apleta
Holoaerenica apleta är en skalbaggsart som beskrevs av Maria Helena M. Galileo och Martins 1987. Holoaerenica apleta ingår i släktet Holoaerenica och familjen långhorningar.
Artens utbredningsområde är:
- Guatemala.
- Honduras.
- Panama.

Inga underarter finns listade i Catalogue of Life.